# Limnophila (Limnophila) oliveri
Limnophila (Limnophila) oliveri is een tweevleugelige uit de familie steltmuggen (Limoniidae). De soort komt voor in het Australaziatisch gebied.